# 백재우
백재우는 대한민국의 배우이다.

## 학력
- 한국예술종합학교 연극원 연기과

## 출연작

### 드라마
- 《마우스》 (2021년, tvN) - 송수호 역
- 《트레인》 (2020년, OCN) - 강준영 역
- 《아무도 모른다》 (2020년, SBS) - 20세 상호 역
- 《나의 이름에게》 (2019년, 웹드라마) - 주성민 역
- 《열여덟의 순간》 (2019년, JTBC) - 고동 역
- 《힙합왕 - 나스나길》 (2019년, SBS) - 박재현 역
- 《빙의》 (2019년, OCN)
- 《좋아하면 울리는》 (2019년, Netflix)